# 香美町町民バス
香美町町民バス（かみちょうちょうみんバス）は、兵庫県美方郡香美町で運行しているコミュニティバス。
自家用自動車による有償運送（白ナンバー）である。

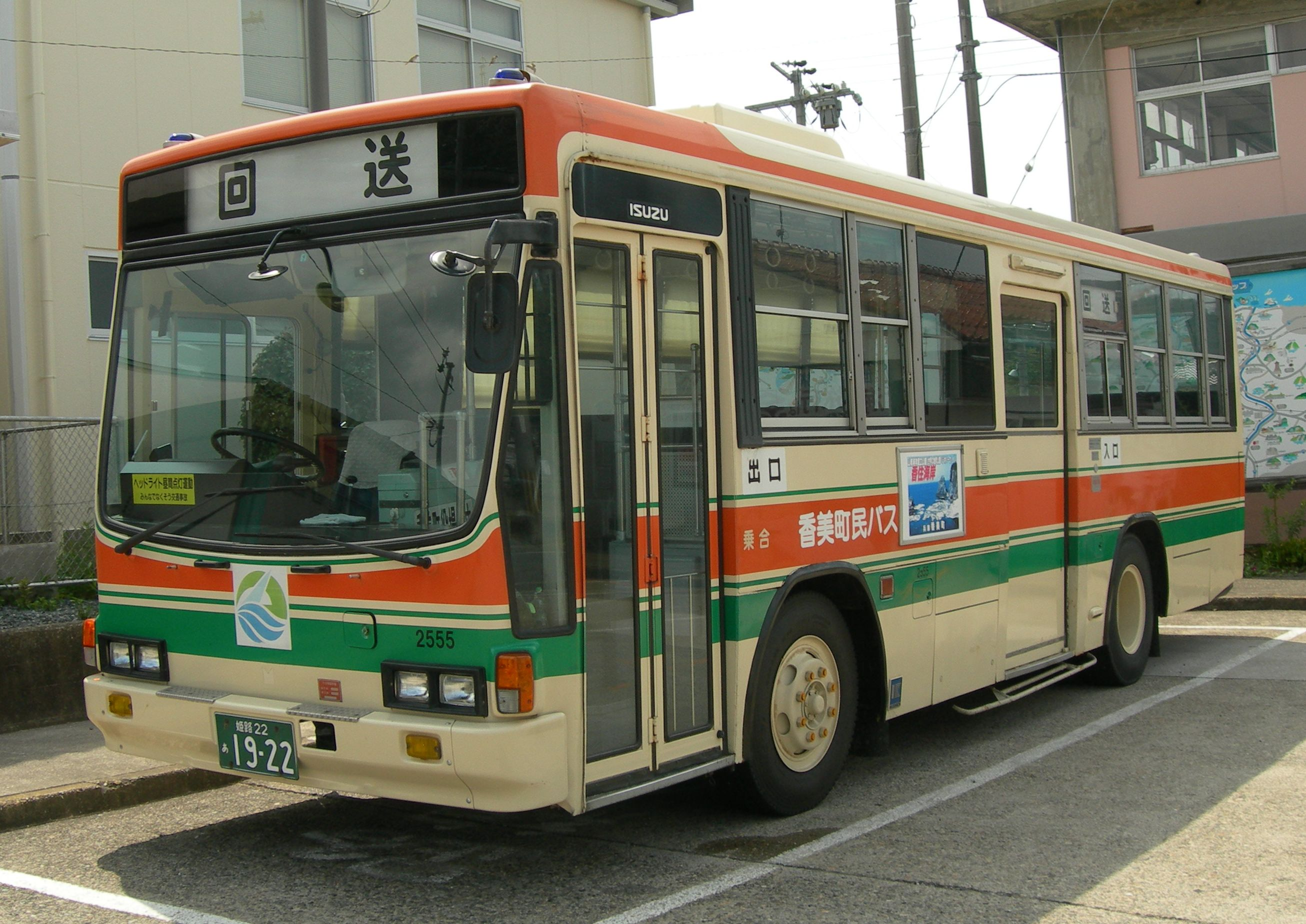
車両

## 沿革
全但バスでは、但馬地域の高齢化や人口の減少、移動手段のマイカー化等により、バスの乗客が減少しているため、合理化等の経営改善策を実施してきたが、今後さらにバス路線の休止を含めた大合理化を実施することが発表された。そのため、すでに小代区町民バスを運行していた香美町では香住区・村岡区の路線の町営バスへの移行を決定した。
- 2008年10月1日 全但バスが運行していた香住区・村岡区の路線を引き継ぎ、香美町が全但バスに委託する形で運行を開始。
- 2009年7月21日 佐津診療所の再開に伴い、畑 - 三川間の運行日を木曜日から火曜日に変更。

## 概要
- 香住区・村岡区の路線の運行は全但バスに委託されている。
- 香住区の路線は土曜日・日曜日・祝日は全便運休となる。
- 村岡区の路線は日曜日・祝日は全便運休となる。
- 小代区の路線は土曜日・日曜日・祝日及び12月31日 - 1月3日は全便運休となる。

## 路線
詳細な運行案内は、外部リンクを参照のこと。
（停留所名）は一部の便のみ停車。＜停留所名／停留所名＞はどちらかを経由。

### 香住区・村岡区
- 岡見公園 - 香住駅 - 香住高校 - 鎧駅 - あまるべ - 御崎
  - 土曜日・日曜日・祝日運休。
- 香住駅 - 岡見公園 - 柴山駅前 - 佐津駅 - 相谷
  - 土曜日・日曜日・祝日運休。
  - 相谷でイナカーと接続している便はない。
- 香住駅 - 岡見公園 - 柴山駅前 - 佐津駅 - 畑 （- 三川）
  - 土曜日・日曜日・祝日運休。畑 - 三川間は火曜日のみ運行。
- 岡見公園 - 香住駅 - 村岡区境口 - 山田口 - 和田 - 殿町 - 村岡 - 村岡病院
  - 土曜日・日曜日・祝日運休。
- 岡見公園 - 香住駅 - 村岡区境
  - 土曜日・日曜日・祝日運休。
- 村岡区境 - 村岡区境口 - 山田口 - 和田 - 殿町 - 村岡 - 村岡病院
  - 日曜日・祝日運休。

### 小代区
- 診療所 - 小代地域局 - 久須部
  - 土曜日・日曜日・祝日及び12月31日 - 1月3日は運休。
- 神場 - 診療所 - 小代地域局 - 大谷 - 貫田 - 佐坊
  - 土曜日・日曜日・祝日及び12月31日 - 1月3日は運休。
- 神場 - 診療所 - 小代地域局 - 大谷 - 秋岡
  - 土曜日・日曜日・祝日及び12月31日 - 1月3日は運休。